# 3-Hidróxifeniltrimetilamônio
3-Hidróxifeniltrimetilamônio é um cátion de nitrogênio quaternário com a formula molecular de C9H14NO.